# ニコラス・デ・メイヤー
ニコラス・デ・メイヤー（Nicholaes DeMeyer(DeMayer), 1635年7月10日 - 1691年3月19日）は、ニューヨーク植民地の第9代ニューヨーク市長。総督エドマンド・アンドロスにより、1676年10月14日に市長に任命され、1677年まで務めた。
ハンブルク出身で、2度結婚したリディア・ヴァン・ダイクとサラ・ケルナーとである。当時、"ニューネーデルラントで2番目に裕福な男"と言われていた。
義父ヘンドリック・ヴァン・ダイクは、彼の財産であるモモを盗ろうとしたネイティブアメリカンの女性を撃ったことにより、Peach Tree Warが始まったことで有名である。ニコラス自身もこの戦争に参加した。
名前については、以下の様々な綴りが伝わっている。
- Nicholaes DeMeyer
- Nicholas de Meyer
- Nicholas de Meyer Van Holstein
- Nicholas Meyer Van Hamborg
- Nicholas DeMayer
- Nicholas Meyer
- Nicholas DeMeirt
- Nicholas Demeyrt
- N.D. Meijer